# Uczep amerykański
Uczep amerykański (Bidens frondosa L.) – gatunek rośliny z rodziny astrowatych. Jako gatunek rodzimy występuje w Ameryce Północnej. Ponadto zawleczony do Europy, Azji, północnej Afryki i Nowej Zelandii. W Polsce rośnie na terenie całego kraju, przy czym na północy i w środkowej części kraju spotykany jest zazwyczaj tylko w dolinach większych rzek, rzadki jest też w Karpatach. Wykorzystywany jest jako roślina lecznicza.

## Morfologia
ŁodygaProsto wzniesiona, osiągająca maksymalnie do 1,8 m wysokości, choć zazwyczaj sięga ok. 0,6–0,8 m. Łodyga jest rozgałęziona, zwykle purpurowa, rzadziej zielona, w dole słabo żebrowana, w górze kanciasta, naga lub słabo owłosiona.
Liście3–5-pierzastosieczne na wąskich, długich (od 1 do 4 cm) i nieoskrzydlonych ogonkach. Listki na ogonkach, jajowato lancetowate, zaostrzone, grubo i ostro piłkowane. Listek szczytowy jest większy od pozostałych. Liście są nagie lub słabo owłosione.
KwiatyŻółtobrunatne, zebrane w koszyczki o średnicy do 2 cm, pojedyncze, wzniesione na cienkich szypułkach o długości od 1 do 4 cm. Okrywę w zewnętrznej części tworzy 5–8 zielonych listków o długości od ok. 1 do 5 cm. Okrywę wewnętrzną tworzy ok. 10 jajowatych i zaostrzonych listków o długości poniżej 1 cm. Są one zielonkawo-brązowe z białym obrzeżeniem. W Europie Środkowej brak kwiatów języczkowatych w koszyczku, podczas gdy w Ameryce Północnej zwykle są one obecne, przy czym zazwyczaj nieliczne (najczęściej od 1 do 3), żółte, o długości do ok. 3 mm.
OwoceSpłaszczone, rynienkowato skrzywione, zagłębione ku środkowi, półksiężycowato wycięte na szczycie, z dwiema ośćmi, z powierzchnią pokrytą brodawkami i skierowanymi w dół haczykami. Owoce osiągają od 5 do 10 mm długości.

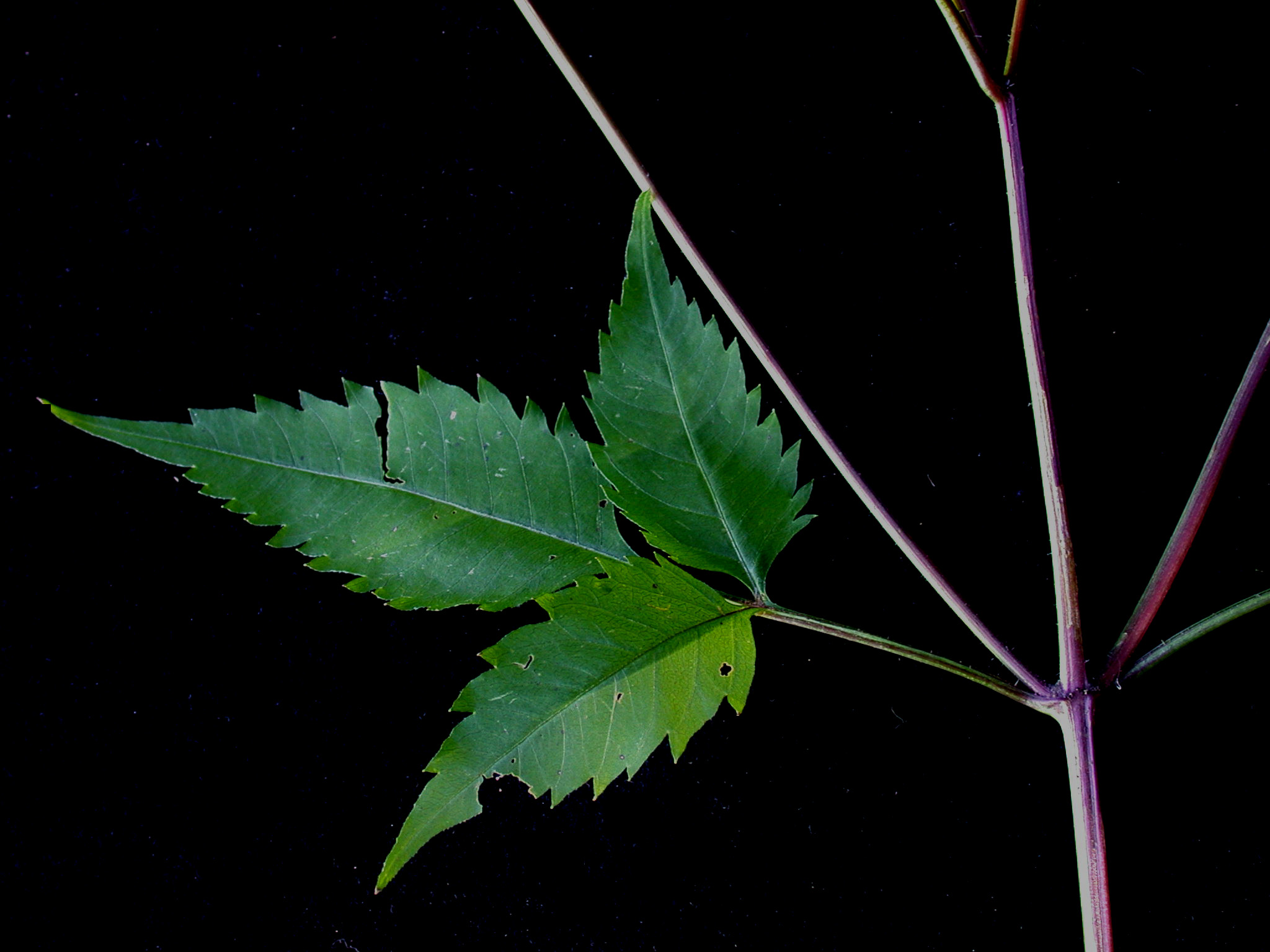
Liść
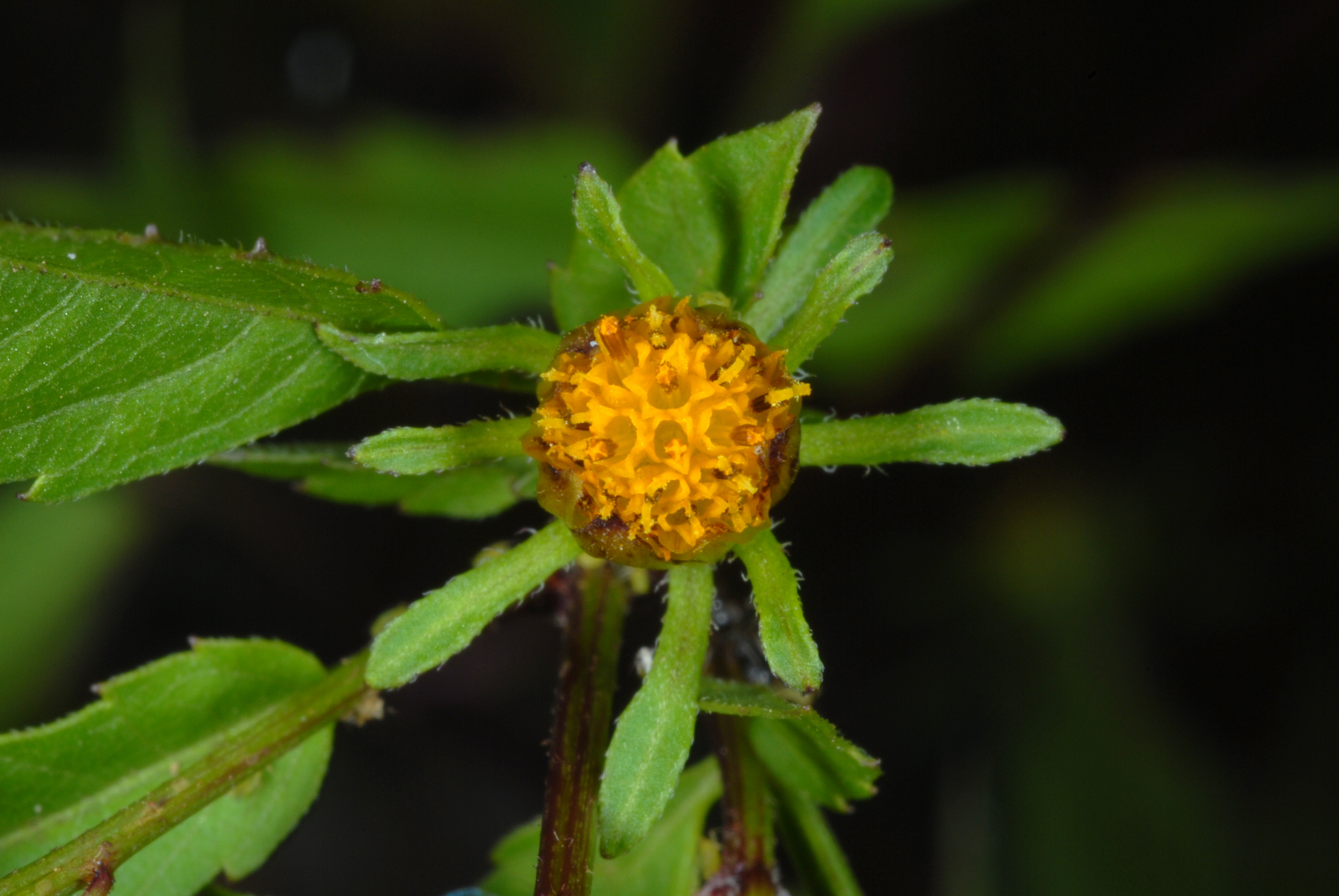
Kwiatostan
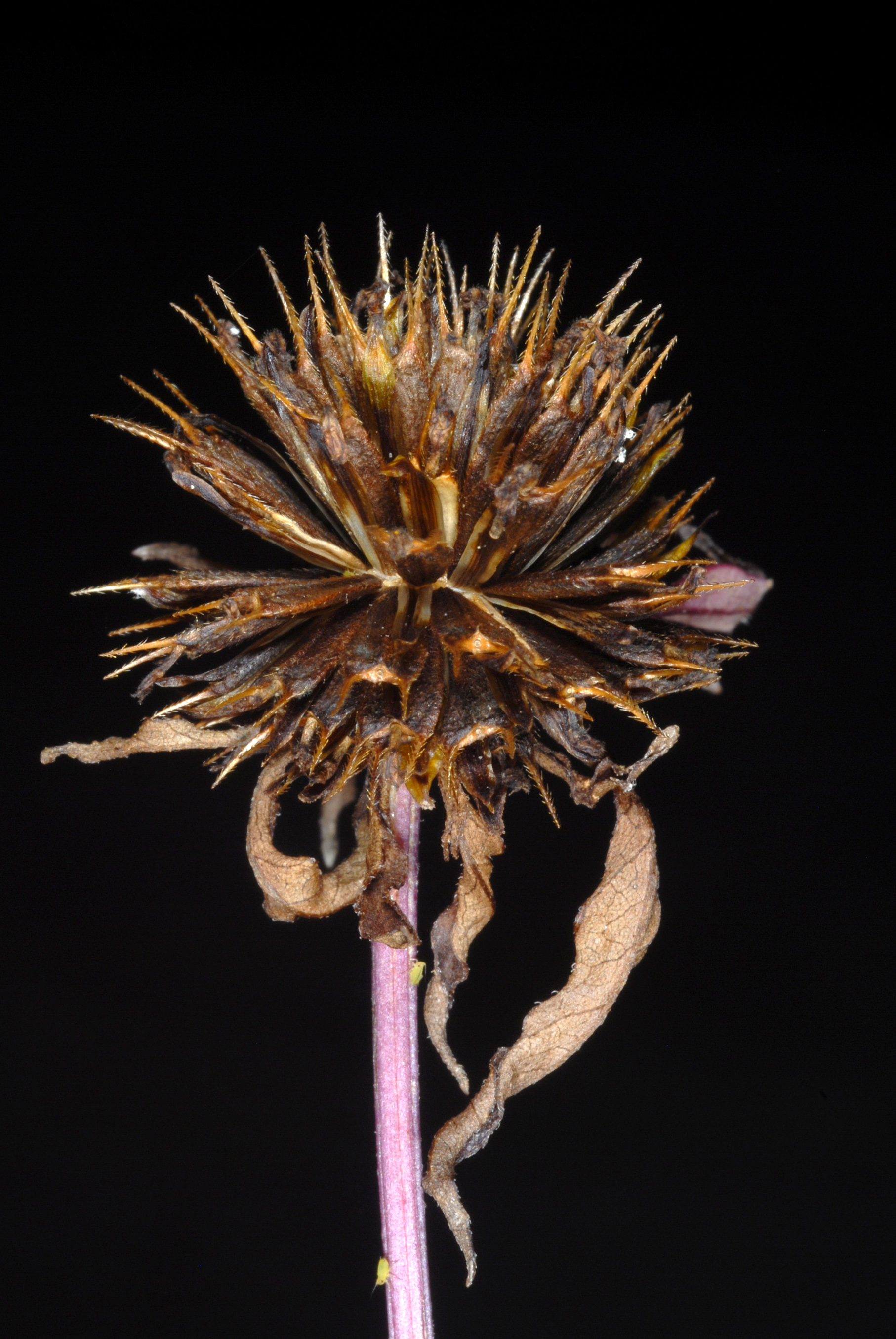
Owoce
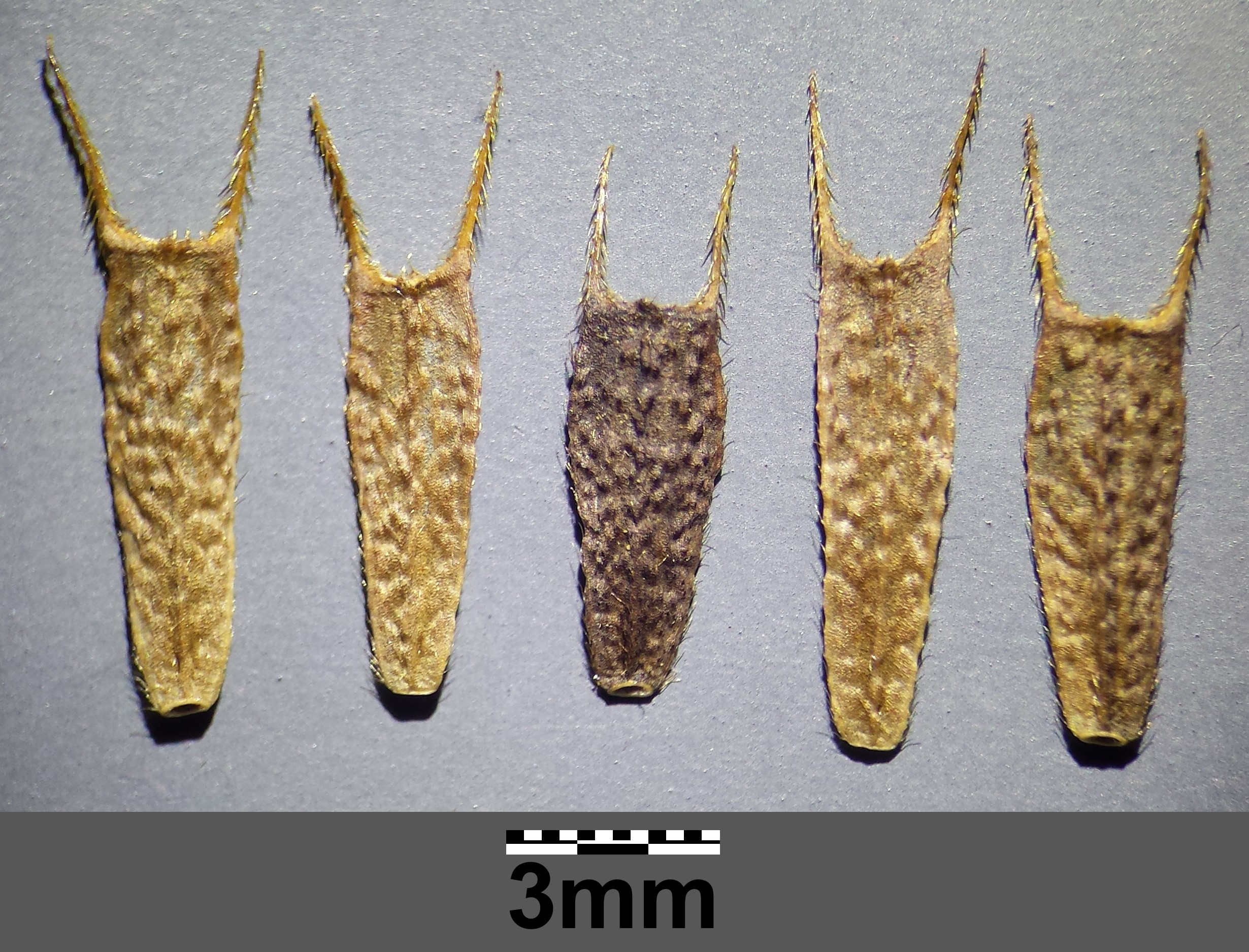
Owoce

Gatunki podobnePodzielone liście mają w Europie Środkowej także uczep trójlistkowy B. tripartita i uczep śląski B. radiata. Różnią się od uczepu amerykańskiego oskrzydleniem ogonka liściowego oraz gładkimi powierzchniami owoców (między kantami).

## Biologia i ekologia
Roślina jednoroczna. Rośnie nad rzekami oraz w miejscach ruderalnych. Kwitnie od sierpnia do października. Gatunek charakterystyczny związku Chenopodion fluviatile. Owoce przyczepiają się do sierści zwierząt, piór ptaków lub ubrań ludzi i w ten sposób rozsiewają się (zoochoria, antropochoria). Liczba chromosomów 2n = 24, 48, 72.

## Zmienność i mieszaniec
Gatunek jest bardzo zmienny morfologicznie. Opisano szereg odmian różniących się m.in. kształtem haczyków na ościach owoców czy kształtem liści. Odrębność taksonomiczna tak zmiennych roślin nie jest współcześnie uznawana i nazwy odmian uznawane są za synonimy gatunku.
W wyniku krzyżowania z uczepem trójlistkowym Bidens tripartita tworzy mieszańca Bidens × garumnae Jeanj. & Debray. Mieszaniec ten zawiązuje owoce i może występować samodzielnie w oddaleniu od populacji gatunków rodzicielskich. Stwierdzany był w Polsce i innych krajach europejskich.